# Sollstedt
Sollstedt ist eine Gemeinde im Landkreis Nordhausen im Freistaat Thüringen.

## Geografie

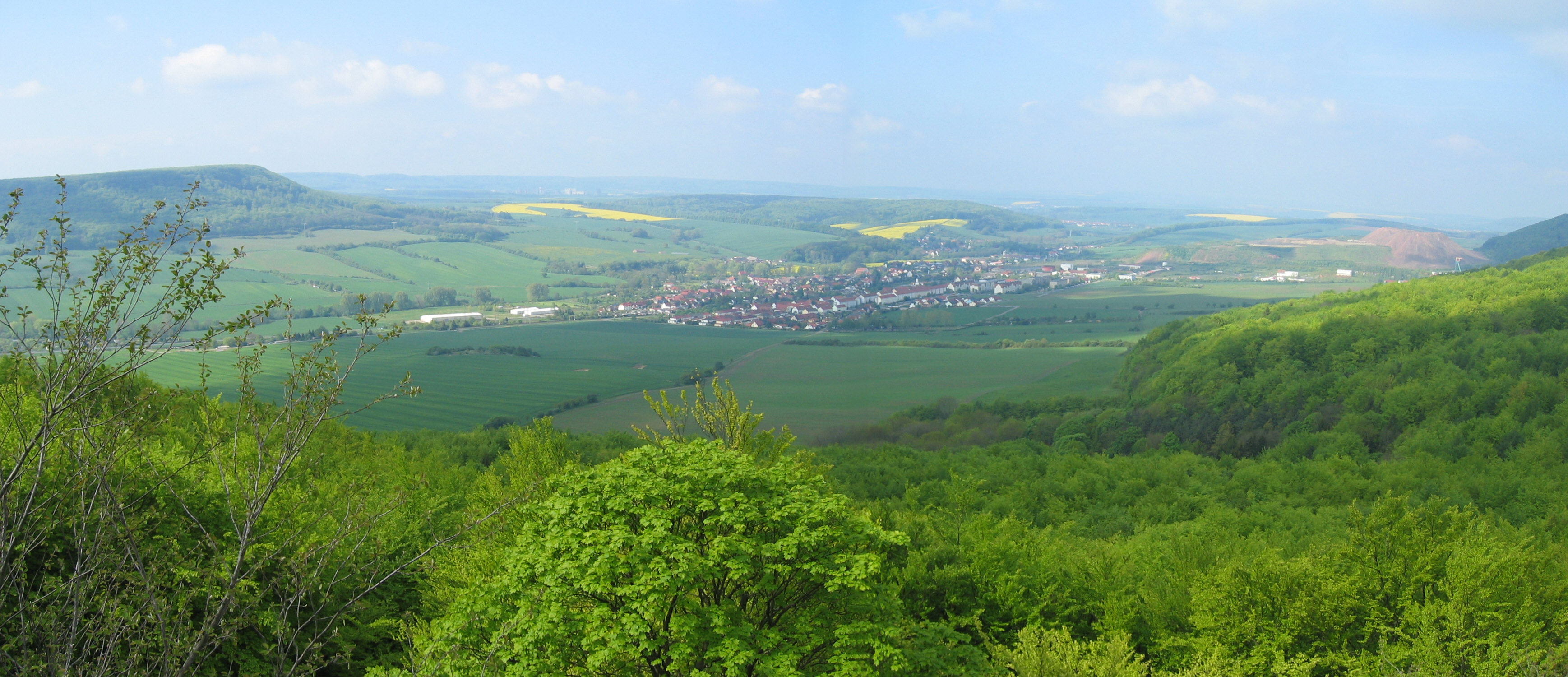
Blick auf Sollstedt vom Gebraer Kopf

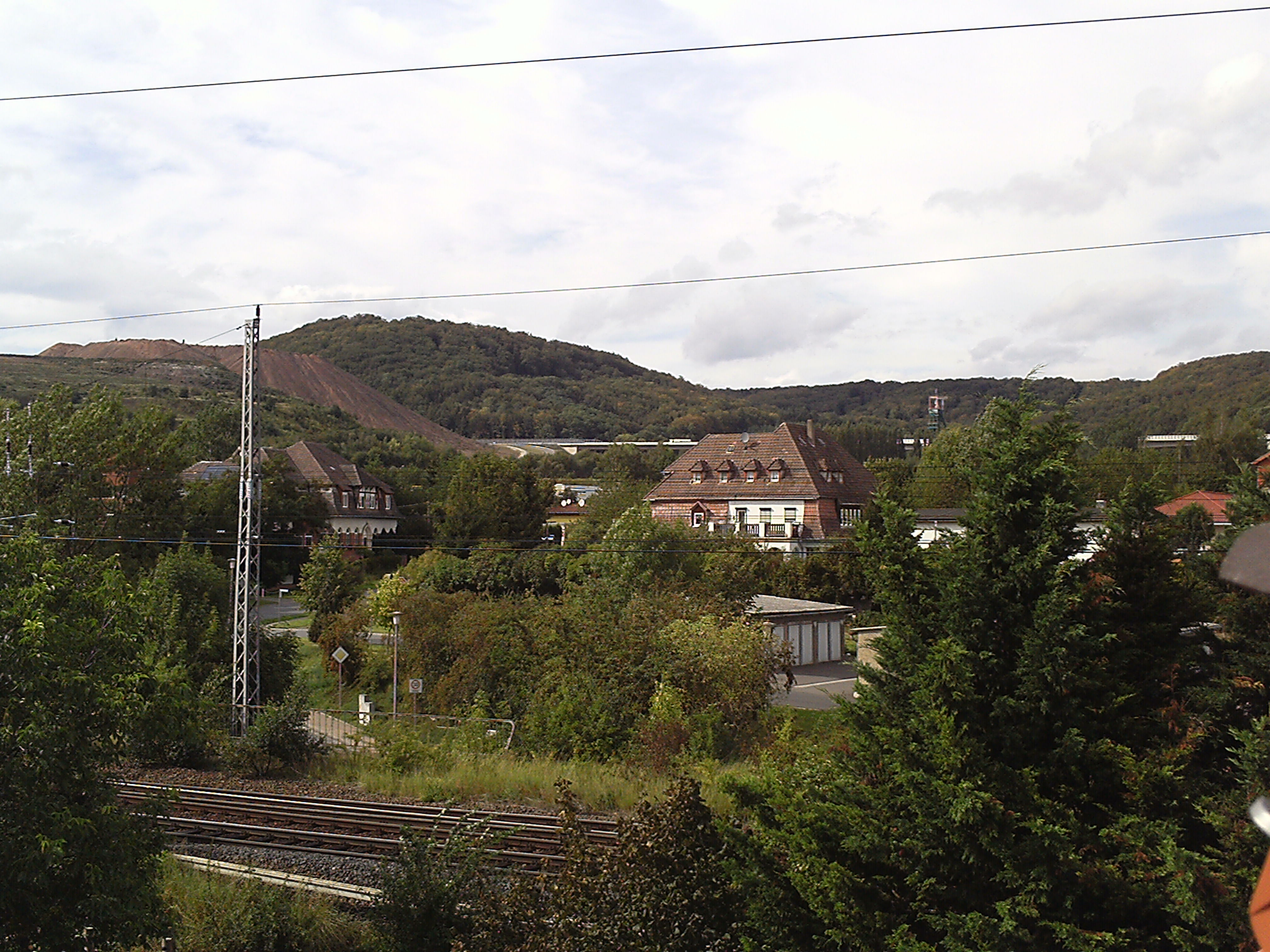
Sollstedt, Blick zum Friedetal

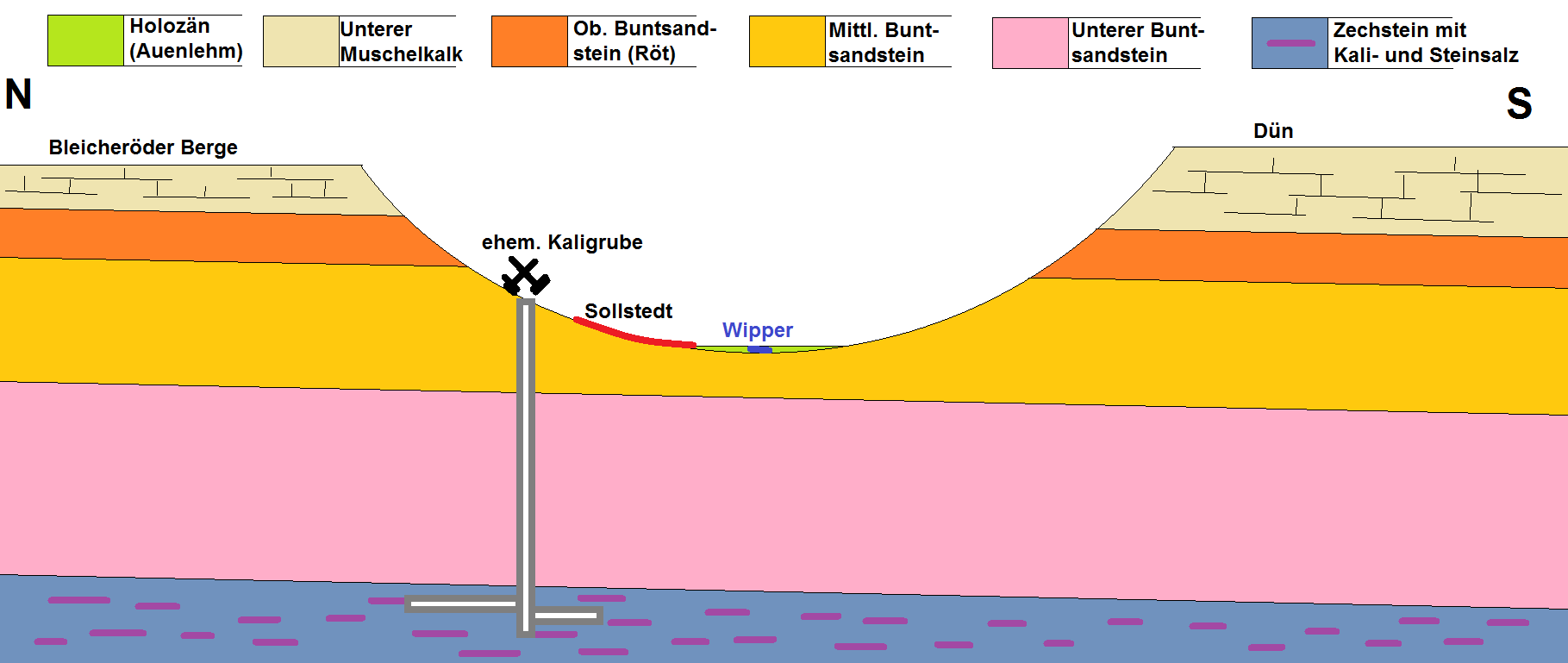
Schematischer geologischer Querschnitt (N-S) von Sollstedt durch das Wippertal

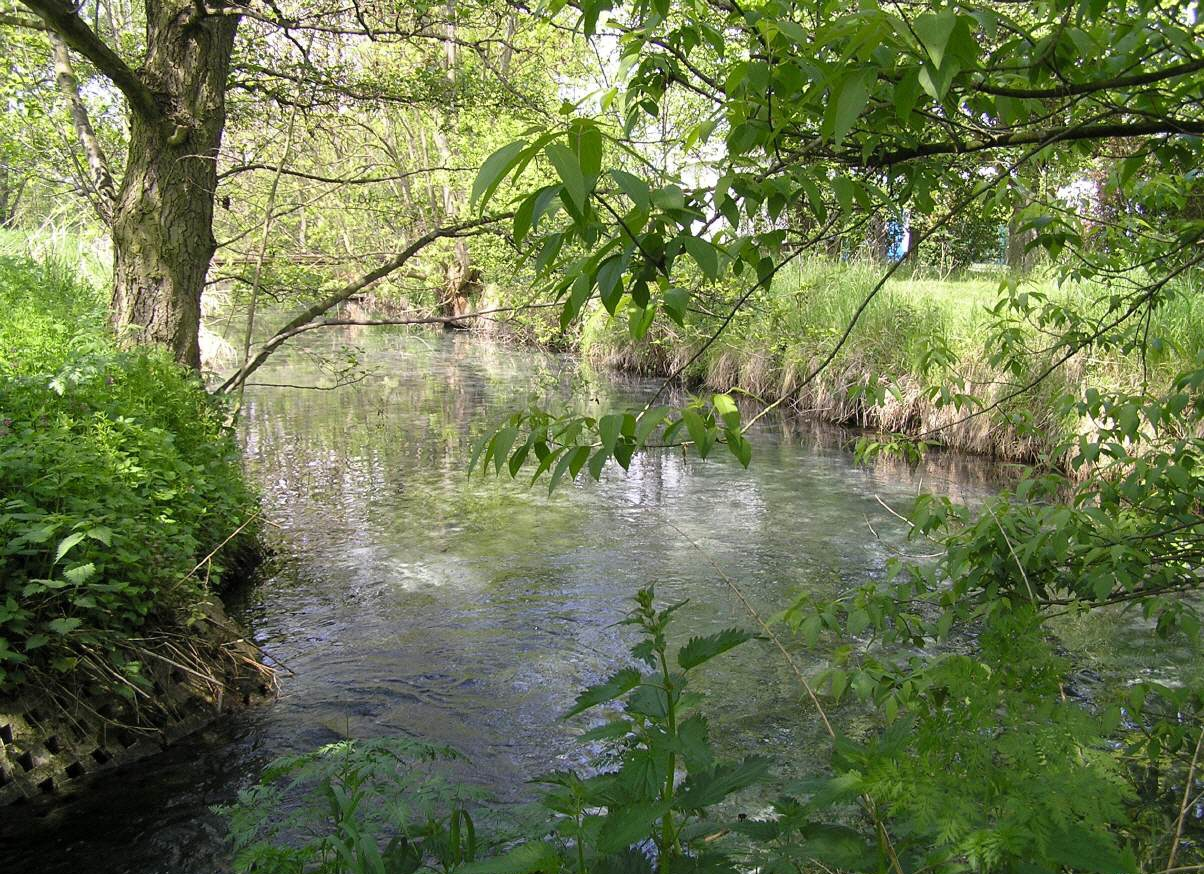
Die Wipper in Sollstedt

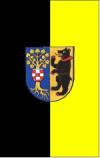
Sollstedter Fahne

### Lage
Sollstedt liegt an der sogenannten Eichsfelder Pforte. Umgeben wird die Gemeinde von dem bewaldeten Höhenzug Hainleite, dem Ohmgebirge, dessen südöstliche Ausläufer die Bleicheröder Berge sind, und dem Mittelgebirge Dün beim Ortsteil Rehungen. Die Kreisstadt Nordhausen befindet sich rund 20 Kilometer nordöstlich der Gemeinde. Etwa 6 Kilometer nordöstlich liegt die Stadt Bleicherode.

### Berge
Sollstedt wird im Süden vom Kattstein 460 m. ü. NN, im Norden vom Egelskopf 447 m. ü. NN und bei Rehungen vom Schönberg 498,2 m. ü. NN überragt. Eine Besonderheit stellt die als Landmarke geltende Abraumhalde des ehemaligen Kalibergwerkes dar. Sie überragt die Landschaft um etwa 80 m, wobei der Gipfel bei etwa 385 m NHN liegt. Von den Sollstedtern wird sie auch Kalimandscharo genannt.

### Gewässer
Der Ort liegt im Tal der Wipper, einem Zufluss der Unstrut. Außerdem
fließen durch die Gemeinde die Friede, der Rehunger Bach, der Ascheröder Bach sowie der Trompetergraben.

### Geologie
Die Geologie Sollstedts wird im Wesentlichen durch Gesteine des Mesozoikums (ausnahmslos Trias) geprägt. Den größten Anteil an der Gemarkungsfläche haben hierbei der mittlere und obere Buntsandstein sowie der untere Muschelkalk. Letzterer tritt durch seine imposanten Schichtstufen beiderseits des Wippertales in Erscheinung. Auf ostexponierten Hängen liegt teilweise Löss in geringer Mächtigkeit auf, der in die periglazialen Lagen eingearbeitet ist. In der Wipperaue herrschen holozäne Sedimente, wie Auelehm vor. Von wirtschaftlicher Bedeutung waren für die Gemeinde die dem unteren Buntsandstein unterlagernden Kali- und Steinsalze des Zechsteins (Perm, Paläozoikum).

### Klima
Sollstedt wird durch das kühlgemäßigte Klima beeinflusst. Aufgrund der Ost-West-Ausrichtung des Wippertales herrschen das ganze Jahr über im Durchschnitt höhere Windgeschwindigkeiten. Durch die Bleicheröder Berge sowie den Dün sind auch die Niederschläge durch die daraus resultierenden Staulagen etwas höher als in der Umgebung und liegen bei rund 630 mm im Jahr. In Rehungen, das direkt am Westhang des Dün liegt, sind die Niederschläge noch etwas höher. In den Gipfellagen des Dün fallen mit rund 900 mm jährlich die höchsten Niederschläge innerhalb der Sollstedter Gemarkung. Die Jahresdurchschnittstemperatur liegt bei etwa 8,0 °C im Tal und bei rund 6,5 °C in den Hochlagen des Dün.

### Nachbarorte
An Sollstedt grenzen Obergebra (Bleicherode), Bleicherode, die dem Landkreis Eichsfeld zugehörigen Kommunen Ascherode, Buhla, Bernterode (Breitenworbis), Vollenborn, Ortsteil Gerterode der Gemeinde Niederorschel, sowie die im Kyffhäuserkreis gelegenen, der Gemeinde Helbedündorf angehörigen Orte Keula, Holzthaleben und Friedrichsrode.

## Gemeindegliederung

### Ortsteile
Ortsteile von Sollstedt sind Wülfingerode und Rehungen.

### Eingemeindungen
Am 1. Mai 1996 wurde Wülfingerode, am 1. Januar 2009 Rehungen in die Gemeinde Sollstedt eingegliedert.

### Einwohnerentwicklung
| Jahr | Einwohner |
| ---- | --------- |
| 1573 | 325       |
| 1763 | 300       |
| 1808 | 420       |
| 1810 | 432       |
| 1840 | 712       |
| 1861 | 705       |
| 1870 | 732       |
| 1890 | 700       |
| 1900 | 627       |
| 1905 | 928       |

| Jahr | Einwohner |
| ---- | --------- |
| 1912 | 1228      |
| 1925 | 1200      |
| 1930 | 1165      |
| 1948 | 1881      |
| 1956 | 1929      |
| 1960 | 2183      |
| 1962 | 2303      |
| 1966 | 2700      |
| 1968 | 2993      |
| 1970 | 3152      |

| Jahr | Einwohner |
| ---- | --------- |
| 1971 | 3184      |
| 1975 | 3172      |
| 1977 | 3143      |
| 1979 | 3056      |
| 1981 | 3035      |
| 1983 | 3115      |
| 1985 | 3061      |
| 1987 | 2991      |
| 1989 | 2943      |
| 1991 | 2924      |

| Jahr | Einwohner |
| ---- | --------- |
| 1993 | 2905      |
| 1994 | 2900      |
| 1995 | 2919      |
| 1996 | 3441 1    |
| 1997 | 3398      |
| 1998 | 3391      |
| 1999 | 3339      |
| 2000 | 3291      |
| 2001 | 3290      |
| 2002 | 3262      |

| Jahr | Einwohner |
| ---- | --------- |
| 2003 | 3208      |
| 2004 | 3134      |
| 2005 | 3063      |
| 2006 | 3047      |
| 2007 | 3008      |
| 2008 | 2938      |
| 2009 | 3308 2    |
| 2010 | 3251      |
| 2011 | 3185      |
| 2012 | 3066      |

| Jahr | Einwohner |
| ---- | --------- |
| 2013 | 3018      |
| 2014 | 2974      |
| 2015 | 3016      |
| 2016 | 2988      |
| 2017 | 2929      |
| 2018 | 2879      |
| 2019 | 2889      |
| 2020 | 2927      |
| 2021 | 2948      |
| 2022 | 2965      |
| 2023 | 2960      |

1 Eingemeindung Wülfingerode 1996
2 Eingemeindung Rehungen 2009

### Wappen der Ortsteile

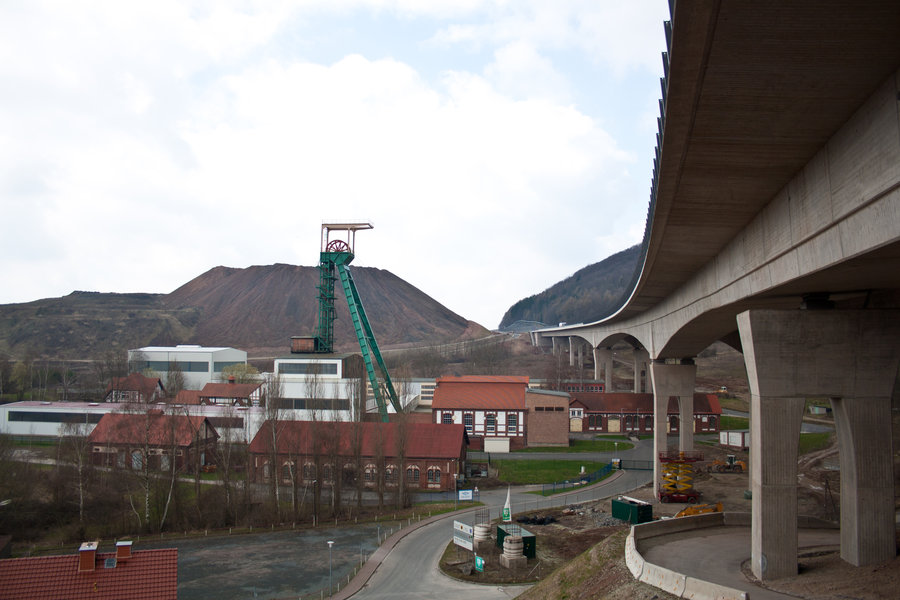
Schachtgelände und Friedetalbrücke (BAB 38)

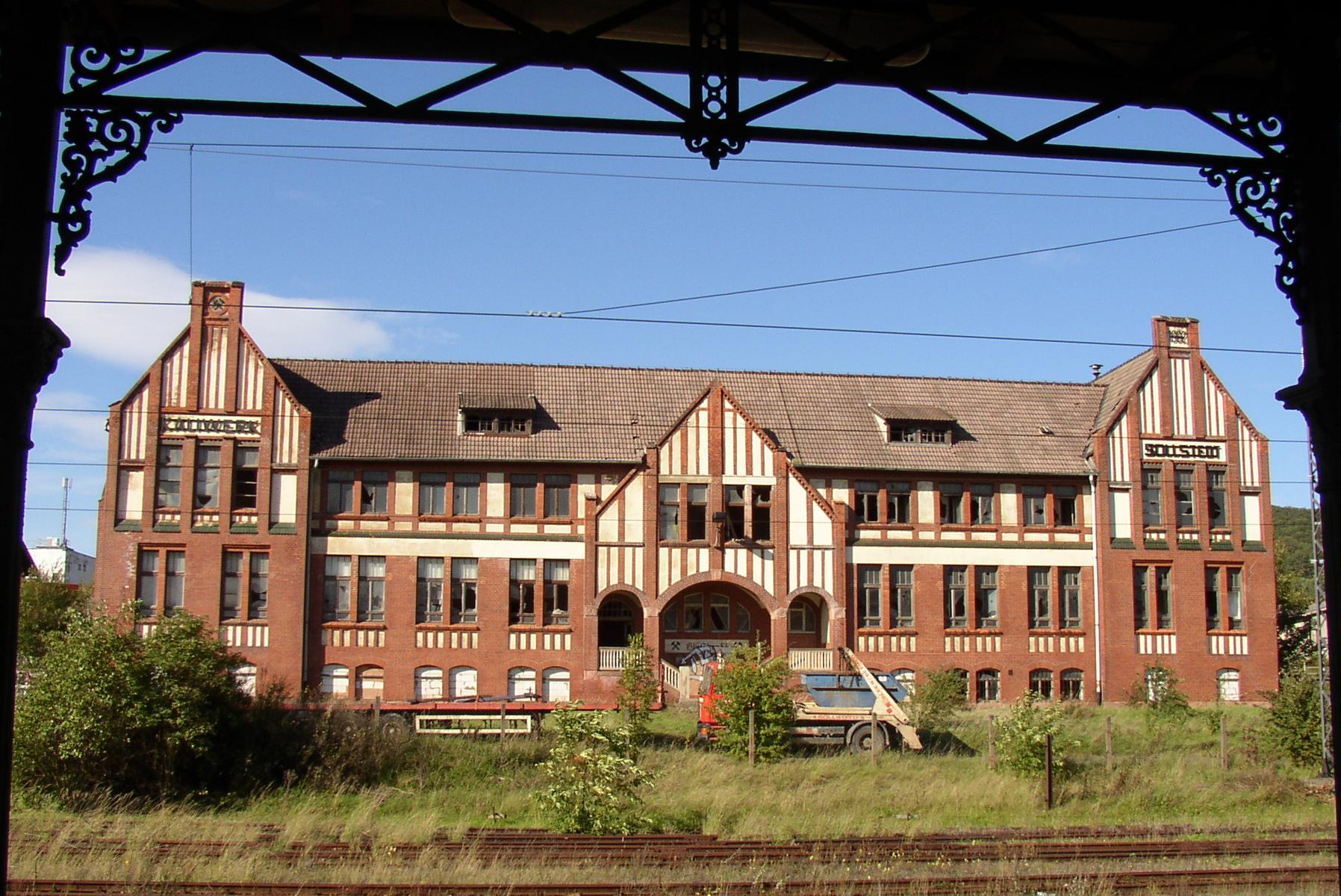
Ehemaliges Verwaltungsgebäude des Kaliwerkes (2011 abgerissen)

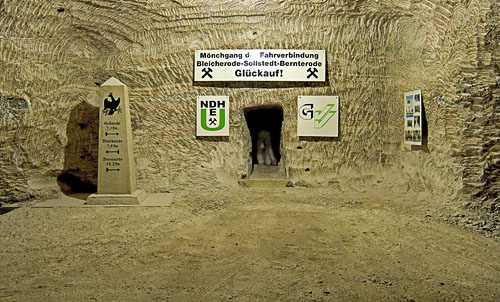
Untertage: Verbindung der Reviere Bernterode – Sollstedt – Bleicherode

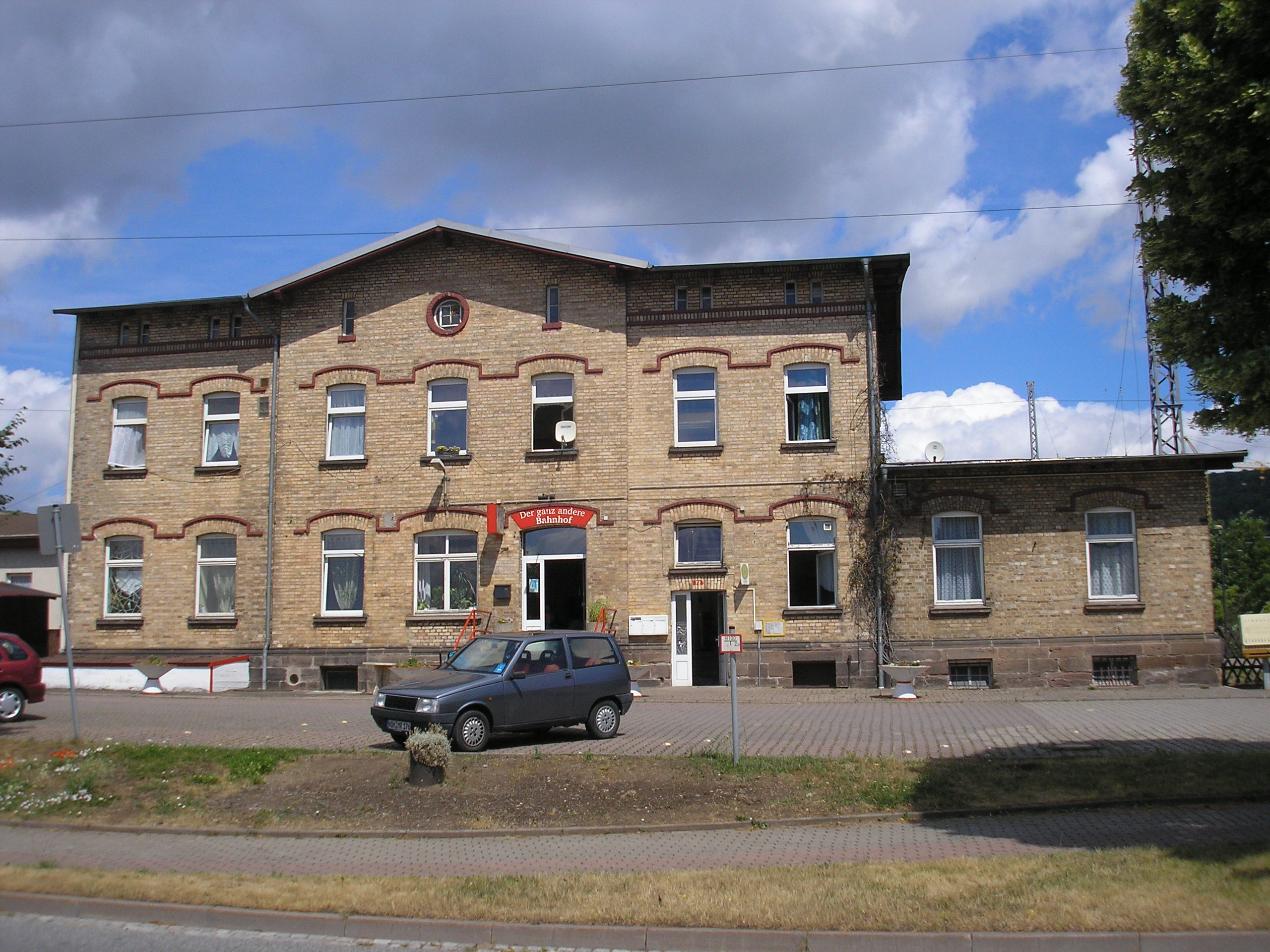
Bahnhof

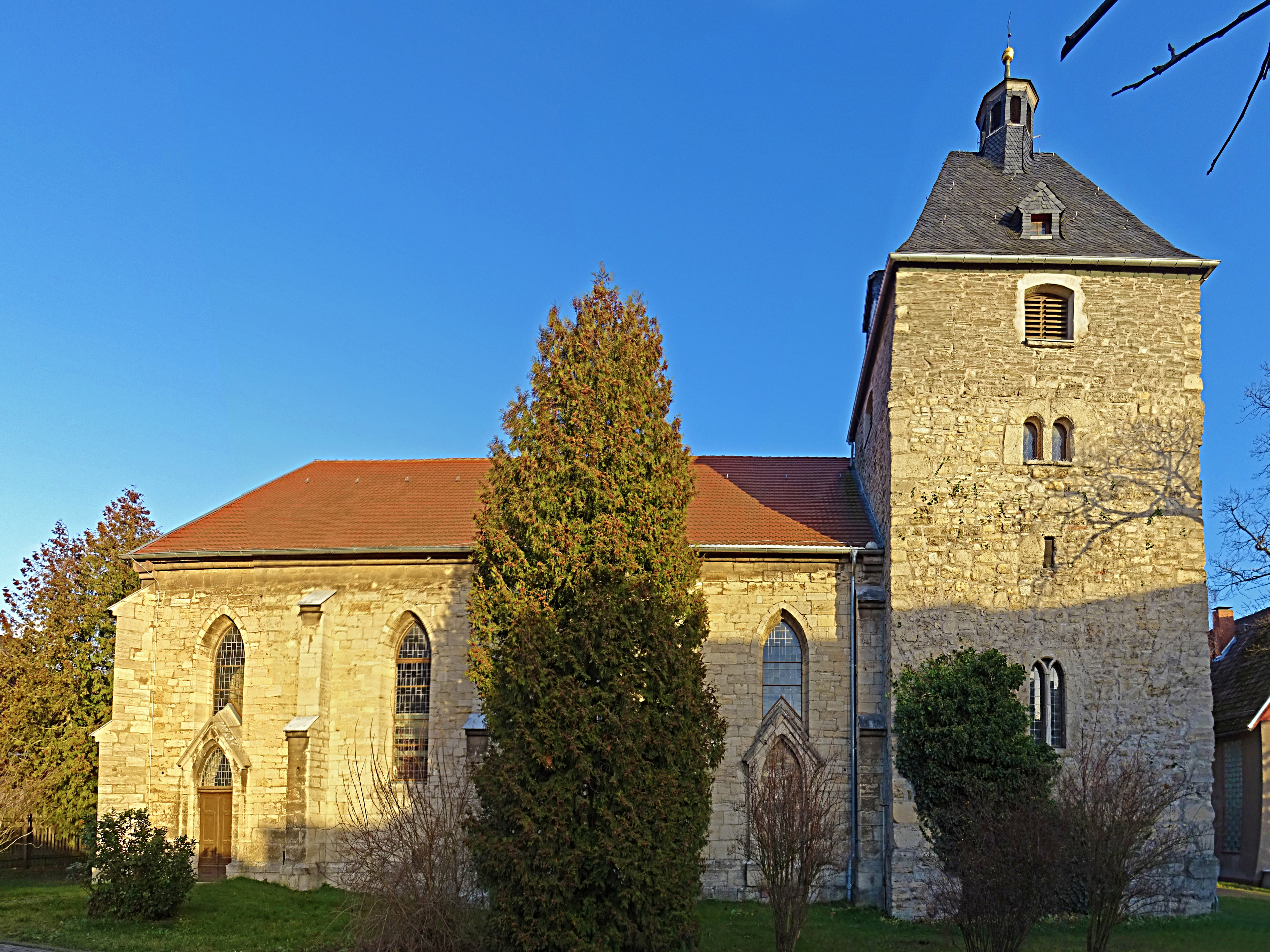
Sollstedter Kirche

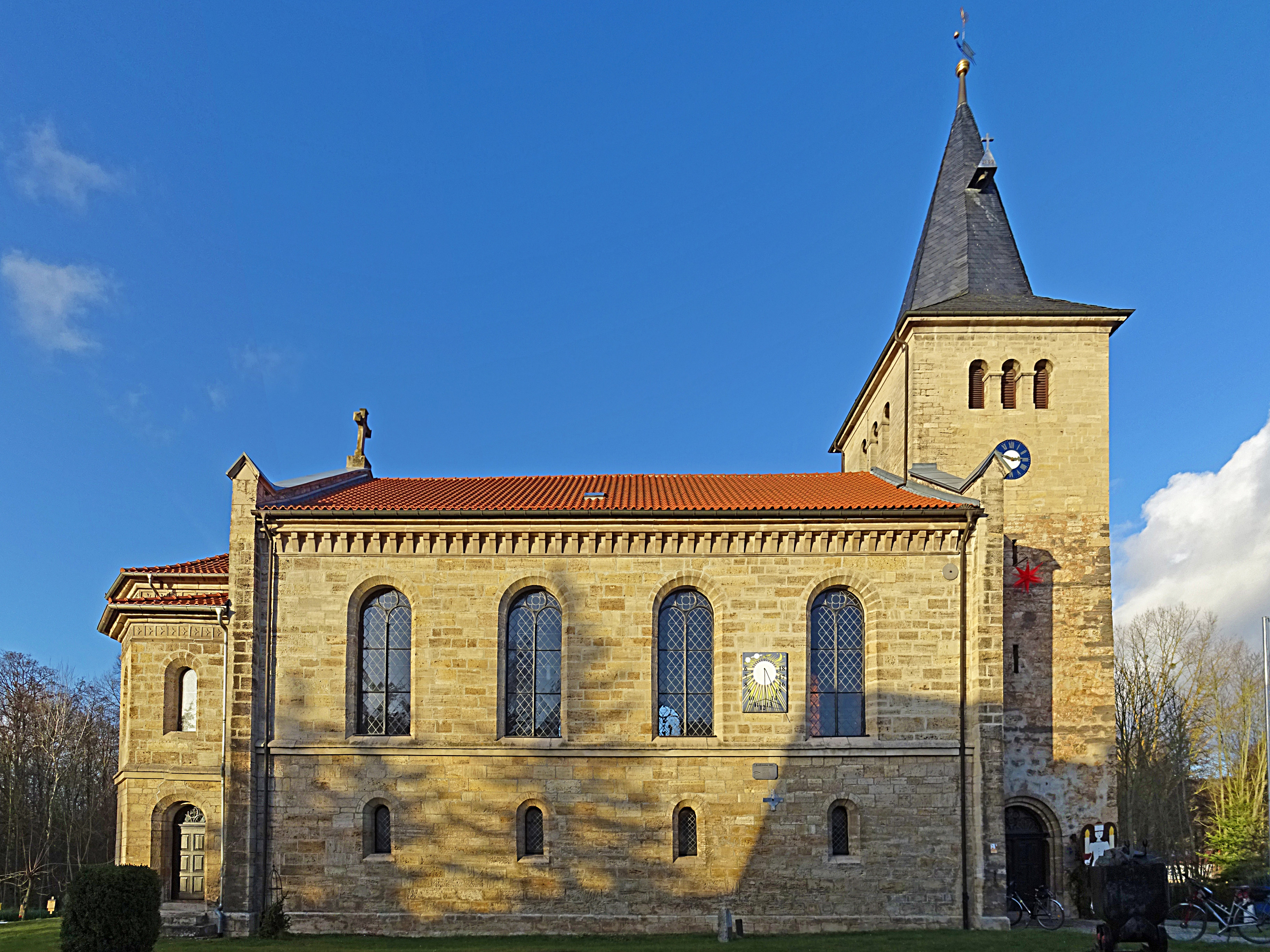
Kirche Wülfingerode

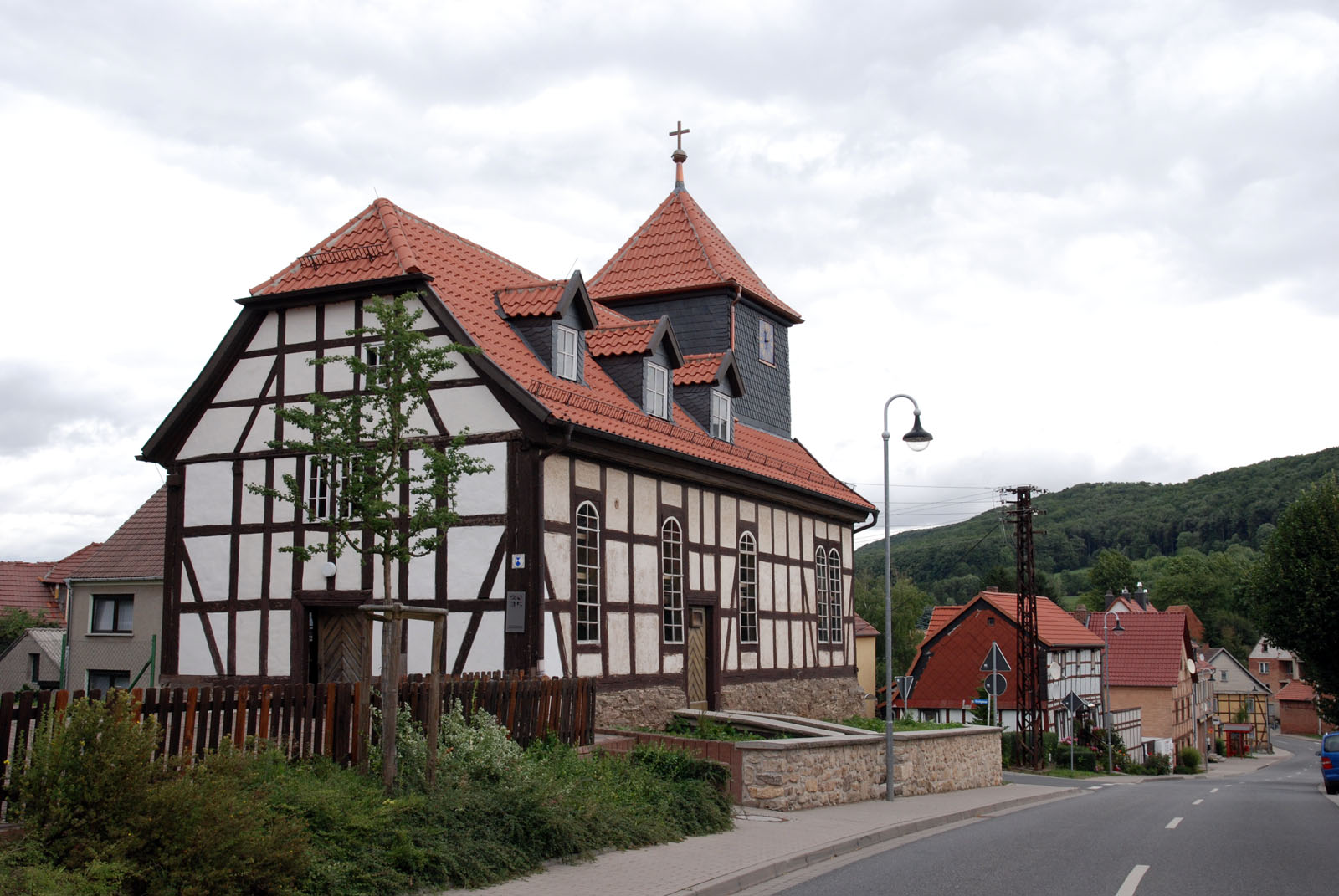
Rehunger Fachwerkkirche

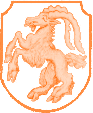
Wülfingerode
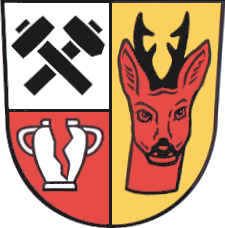
Rehungen

## Geschichte

### Wirtschaftliche und territoriale Entwicklung

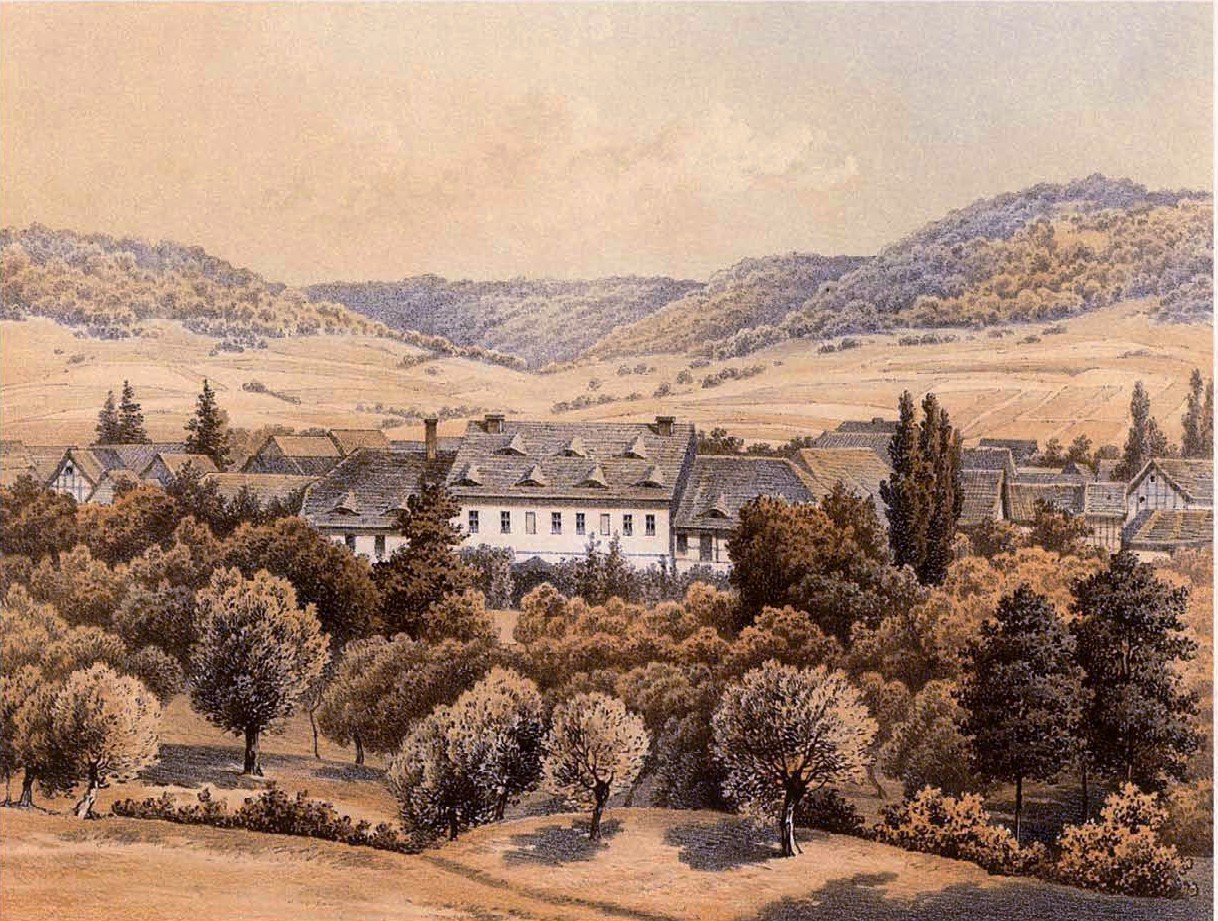
Rittergut Sollstedt um 1860, Sammlung Alexander Duncker

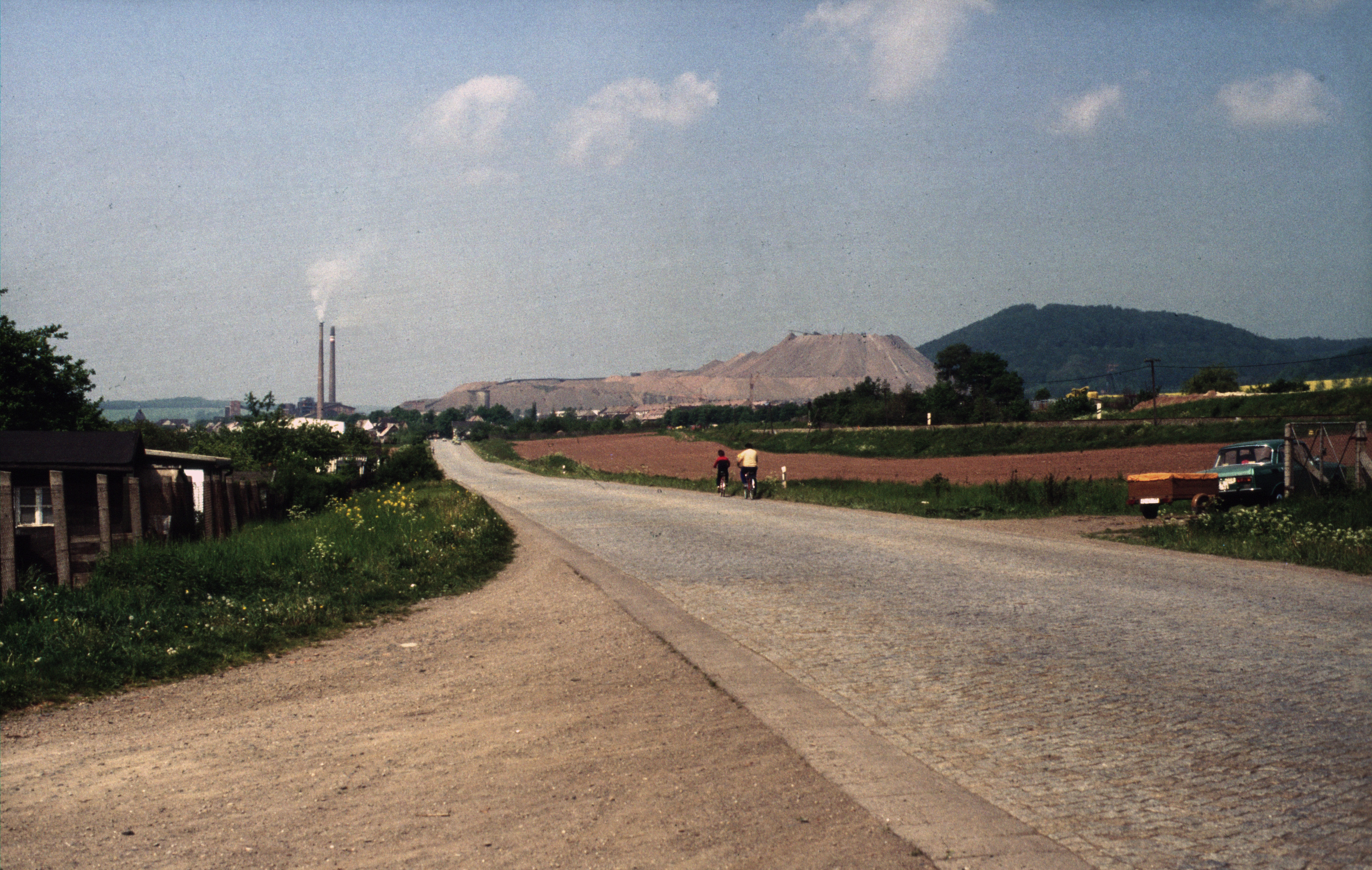
Blick von Osten auf Sollstedt mit Kaliwerk (Mai 1990)

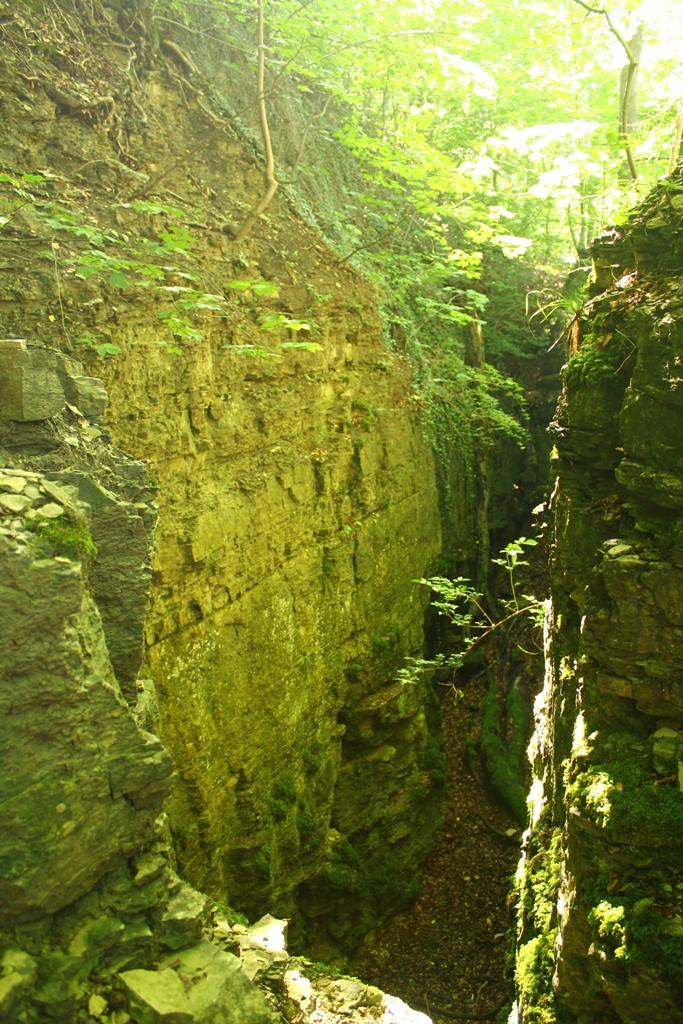
Der sogenannte Pferdestall am Kattstein bei Sollstedt

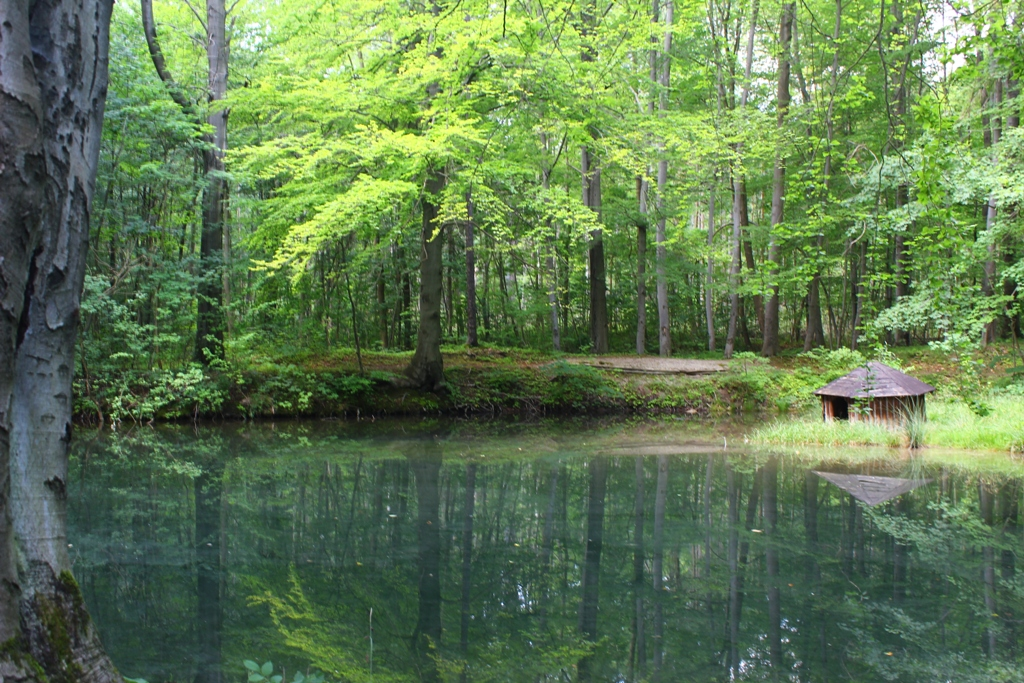
Der Waldteich („Schwanenteich“) im Naherholungsgebiet Friedetal

Der Ort wurde erstmals 1221 als Solstede durch ein Walkenrieder Pergament, welches eine Verleihung beurkundet, erwähnt.
Der Ortsname soll auf eine einstige Wasser- oder Suhlstelle für Tiere hindeuten. Zur heutigen Gemarkung gehören auch die Wüstungen Gellrode und Hölzerode. Gellrode war ein dem Kloster Beuren eigenes Dorf und besaß eine eigene Kirche, diese bezeugte noch die Siedlungsstelle, als der Ort im 14. Jahrhundert bereits auf Druck des Klosters aufgelassen wurde.
In Sollstedt war das Kloster Walkenried schon 1230 mit einem Klostergut und Abgaben begütert. Die zum Landadel zuzurechnende Familie Windhold war ab 1395 in Bleicherode und Sollstedt begütert. An der Sollstedter Kirche befindet sich eine Inschrift von 1442, die auf Umbauten an der Kirche verweisen soll, diese Kirche gehörte zum Sedes Bleicherode im Erzbistum Mainz. Zum Schutz des Ortes diente auch eine Warte, die noch als Flurname belegt ist.
Der Besitz des Ortsadeligen Ernst Windoldt wurde 1525 nach seiner Vertreibung von einer durchziehenden Bauernrotte des Mühlhäuser Bundes und den sich anschließenden Sollstedtern auf dem Weg nach Bad Frankenhausen vollkommen ausgeplündert. Sein an den Landesherren übergebenes Inventarverzeichnis ist überliefert und nennt eine Schadenssumme von 2626 Gulden. Windoldt drohte mit seiner Rückkehr und einer Bestrafung der Bauern, woraufhin einige nachgaben und ihn zurückkehren lassen wollten. Einige der Aufständischen aus dem Eichsfeld drohten daraufhin, den Ort niederzubrennen. Aus Angst wandten sich die Sollstedter Bauern in einem Brief an den Grafen von Hohnstein, der zeitweise mit in das Bündnis der Bauern eingetreten war, erhielten aber keine Antwort, geschweige denn Hilfe.
Neben dem verarmten Windoldt lebte ab 1550 auch eine Adelsfamilie Wilcken in Sollstedt. Die Grafen von Hohnstein hatten 1573 das ganze Dorf an Ernst Windoldt verpfändet – es werden in dem Vertragswerk neben dem Landbesitz auch 57 Häuser und 57 Höfe aufgeführt. Da der Graf von Hohnstein 1581 das Pfand nicht mehr einlösen konnte, ging Sollstedt 1581 in den Privatbesitz von Ernst Windoldt über. Dieser veräußerte den Ort an einen Obristen von Bodenhausen – zugleich Eigentümer des Nachbarortes Wülfingerode. 1584 wurde die baufällige Kirche erneuert. Als Ergebnis des Dreißigjährigen Krieges zählte der Ort 1648 noch 37 bewohnbare Häuser und 21 wüste Hofstellen. Infolge des Krieges breitete sich die Pest aus (ob der Ort bei der großen Pandemie des 14. Jahrhunderts ebenfalls betroffen war, ist nicht überliefert, aber es ist davon auszugehen). Wülfingerode war einer Sage nach besonders schwer betroffen. Die Sollstedter brachten demnach Speisen an einen Graben, der noch heute die Ortsteile voneinander trennt. Ein Trompeter habe dann das Signal gegeben, dass die Wülfingeröder die Speisen abholen konnten, ohne dass sich die Sollstedter ansteckten. Daher trägt dieser Ort auch jetzt noch die Flurbezeichnung Trompetergraben. Der Wiederaufbau des Ortes wurde von den Herren von Bodenhausen von 1683 bis 1692 vorangetrieben. 1840 zählte man in Sollstedt 70 Wohnhäuser, 159 Stallungen und Scheunen sowie 3496 Morgen Land.
Bis etwa ins 14. Jahrhundert war die wirtschaftliche Grundlage der Dorfbewohner der Ackerbau. Allerdings entwickelte sich in der Region im ausgehenden Mittelalter zunehmend das Weberhandwerk. 1442 wurde in Bleicherode eine Leineweberzunft gegründet, weshalb davon ausgegangen werden kann, dass zu jener Zeit auch in Sollstedt dieser neue Erwerbszweig einen Aufschwung nahm. Dieser wurde jedoch bis in die Neuzeit hinein lange nur als Nebenerwerb neben der Landwirtschaft betrieben. In der frühen Neuzeit kamen weitere Handwerker wie Schmiede, Bäcker, Müller und Töpfer hinzu. Mit dem Ansteigen der Bevölkerung Ende des 18. Jahrhunderts zogen weitere Handwerker nach Sollstedt, u. a. Schuhmacher, Kalkbrenner, Tischler, Stellmacher, Dachdecker, Wagen- und sogar Musikinstrumentenbauer. Das Leineweben erreichte Anfang des 19. Jahrhunderts seinen Höhepunkt. Von da an verlagerte sich der Produktionsschwerpunkt nach England, wo durch die Einführung industrieller Herstellungsverfahren Stoffe wesentlich günstiger und in größeren Mengen produziert werden konnten. Dadurch kam es zu einer schweren Krise des Weberhandwerks in vielen Regionen, so auch in Sollstedt, was eine sinkende Einwohnerzahl bis zum Beginn des 20. Jahrhunderts zur Folge hatte. In Sollstedt entwickelte sich dabei die Kanarienvogelzucht zu einem bedeutenden Erwerbszweig. Der wirtschaftliche Aufstieg der Gemeinde begann mit dem Kauf von Flächen durch den Industriellen Hermann Schmidtmann zum Zwecke der Errichtung einer Kalischachtanlage. Das Werk wurde der mit Abstand wichtigste Wirtschaftszweig und zog viele Menschen aus der Umgebung an.
Während des Zweiten Weltkrieges mussten im KZ-Außenlager Kali-Schachtanlage Neu-Sollstedt des KZ Dora-Mittelbau circa 450 Häftlinge in der Rüstungsproduktion Zwangsarbeit verrichten. An sie und an den mit ihnen inhaftierten kommunistischen Abgeordneten des Preußischen Landtags Albert Kuntz erinnerte bis 1990 ein Gedenkstein.
Am 10. April 1945 besetzten US-Truppen den Ort gegen deutschen Widerstand. Die Wipperbrücke östlich des Ortes wurde noch gesprengt, fünf Wehrmachtssoldaten fielen. Anfang Juli 1945 wurde der Ort, wie ganz Thüringen, von den Amerikanern an die Rote Armee übergeben. Damit wurde auch Sollstedt Teil der SBZ und ab 1949 der daraus hervorgehenden DDR. Das Rittergut der Familie von Bismarck wurde entschädigungslos enteignet, die Familie vertrieben.
Nach der Bodenreform von 1945 ging Sollstedt 1952 den Weg der Zwangskollektivierung mit der Gründung der LPG Rosa Thälmann.
Die Kali-Schachtanlage wurde in der DDR unter dem Namen VEB Kaliwerk „Karl Marx“ Sollstedt weiterbetrieben und gehörte zum Kombinat Kali.
1990 ging sie zur Treuhandanstalt über und wurde 1991 geschlossen. Von dieser Entwicklung hat sich die Wirtschaft der Gemeinde bis heute nicht erholt.

### Juden in Sollstedt
Vermutlich im 16. Jahrhundert wurden mehrere jüdische Familien im Ort ansässig. 1570 sind fünf Sollstedter Juden mit unterschiedlichen Nachnamen Unterzeichner eines Briefes an einen Nordhäuser Gesandten des kaiserlichen Hofes in Prag.
Eine Untersuchung der Halberstädter Regierung im Jahre 1718 ergab, dass in Sollstedt zu dieser Zeit 72 Juden lebten. Dies entsprach zu jener Zeit einem für Dörfer außergewöhnlich hohen Anteil von fast 25 % an der Gesamtbevölkerung. Aus der Zeit danach ist jedoch nichts überliefert. Es ist aber wahrscheinlich, dass auch im 20. Jahrhundert noch Juden in der Gemeinde lebten. Über deren Schicksal während des Holocaust ist bisher nichts bekannt.

## Städtebauliche Entwicklung

### 1. Bauphase
Sollstedt bestand seit dem Mittelalter als Straßendorf, an dem sich beiderseits einer Durchgangsstraße große und kleine Gehöfte aus Fachwerk aneinander reihten. Abzweigende Nebengassen existierten nur wenige. Im Wesentlichen befand sich das Zentrum zwischen Kirche und Mühle in unmittelbarer Nähe zur Wipper. Das Rittergut des ortsansässigen Adels bildete das Zentrum. Die Gebäude verschwanden jedoch bis in die späten 1990er vollständig. Im Laufe der Jahrhunderte kamen nur wenige neue Gehöfte hinzu. Sollstedt blieb zwar während der gesamten Epoche bis in die Neuzeit hinein von Großbränden verschont, jedoch wurden durch den Dreißigjährigen Krieg mindestens 40 Prozent der Siedlungsfläche vernichtet oder unbewohnbar gemacht. Aus dieser Zeit stammen wahrscheinlich auch die Wüstungen in der Nähe des Ortes. Ein erster größerer Bauschub begann mit dem Anlegen der Halle-Kasseler-Chaussee im Jahre 1826, die am Nordrand des Ortes vorbeigeführt wurde. Dadurch bekam der bisher eher lokale Verkehr zwischen den Dörfern überregionale Bedeutung, weshalb ein Chausseehaus zur Einnahme des Chausseegeldes sowie zwei einander gegenüberliegende Rasthöfe errichtet wurden. Die Bedeutung des Ortes stieg weiter, als die Bahnstrecke Halle–Hann. Münden mit einem Bahnhofsgebäude im Jahre 1868 fertiggestellt wurde. In dieser Zeit wurden einfache Häuser für Bahnarbeiter direkt an der Chaussee errichtet. Mit der steigenden Bevölkerungszahl gegen Ende des 19. Jahrhunderts wurden die Wohnbedingungen zunehmend schlechter, da nur ein kleiner Teil der Gemarkung als Bauland zur Verfügung stand. Mit der Weiterentwicklung des Ackerbaus und der damit einhergehenden großen Nachfrage an Düngemitteln wurde die gesamte Südharzregion auf Kalisalzvorkommen untersucht. Schon 1904 nahm eine Kaligrube nördlich des Ortes ihren Betrieb auf. Für die Arbeiter musste darum Wohnraum geschaffen werden.

### 2. Bauphase
Zu diesem Zwecke wurde 1907 am Nordostrand des Ortes eine reihenhausartige Bergarbeitersiedlung (Kolonie) geschaffen. Gleichzeitig wurde auf der Nordwestseite eine Chlorkaliumfabrik (Werkstraße, Kalistraße) errichtet, die die gewonnenen Salze direkt verarbeitete. Dazu wurde ein Bahnanschluss mit Güterbahnhof geschaffen, wo die Produkte verladen wurden. Außerdem begann mit dieser wirtschaftlichen Entwicklung die fast vollständige Bebauung der Chaussee mit Häusern, sowohl in aufwändiger historistischer Architektur als auch in einfacher Bauweise. Direkt an der Straße zum Kalischacht (Friedeweg) wurden mehrere Villen für Vorstandsmitglieder des Kaliwerkes errichtet.

### 3. Bauphase
Während bis zum Ende des Zweiten Weltkriegs keine weiteren wesentlichen Wohnungsbaumaßnahmen erfolgten, wurde die Schaffung von Wohnraum durch den Flüchtlingsstrom aus dem Osten nun zwingend erforderlich. So wurden Ende der 40er-Jahre mehrere niedrige Wohnblocks im Nordosten (Käthe-Kollwitz-Platz) und eine Kleinbauernsiedlung (Thomas-Müntzer-Siedlung) am Südrand mit der dazugehörigen LPG geschaffen, die aber schon nach wenigen Jahren nicht mehr ausreichten, da immer mehr Arbeiter des Kaliwerkes in den Ort zogen. So wurden im Rahmen des staatlich organisierten Wohnungsbaus der DDR weitere größere Wohnblocks in der Mitte (Karl-Liebknecht-Straße, Glückaufstraße) und direkt am Schacht (Friedeweg) nördlich des Ortes geschaffen. Dadurch verlagerte sich das Ortszentrum immer weiter nach Norden.

### 4. Bauphase
Durch den weiteren Bevölkerungsanstieg wurde ab 1968 mit dem Bau einer „sozialistischen Wohnsiedlung“ im Norden begonnen (Ernst-Thälmann-Straße, später zusätzlich Heidenroder Straße). Diese bestand aus Plattenbauten von bis zu fünf Etagen. Diese Bauphase hielt bis 1989 an und schuf für den Ort 480 Neubauwohnungen. Parallel dazu wurde ein neues Gemeindeamt (Am Markt), eine Festwiese für besondere Veranstaltungen und eine Schwimmhalle am Nordwestrand des Ortes (Friedeweg) errichtet. Das Industriegebiet, das, abgesehen von der Rückstandshalde, ein Drittel der Gesamtfläche des Ortes ausmachte, schloss sich ebenfalls nahtlos an den Westrand des Ortes an.

### 5. Bauphase
Nach der politischen Wende wurden große Teile des Kaliwerkes, insbesondere Kraftwerk, Lagerhallen und Fabrik gesprengt und die Gleise der Verladeflächen zurückgebaut. Bis heute liegt das Gebiet größtenteils brach. Gleichzeitig wollte man dem Ort endlich ein Zentrum geben. So wurde auf der Fläche der ehemaligen Festwiese ein gepflasterter Marktplatz mit umstehenden Geschäftsgebäuden errichtet. Im Südwesten (Rosenweg), Nordosten (Bockenweg) und Norden (Waldsiedlung) wurden später Siedlungen für Einfamilienhäuser angelegt oder weiter bebaut.
Durch alle Baumaßnahmen ab den 50er-Jahren verlor das ursprüngliche Kleinbauerndorf zunehmend seinen Charakter zugunsten eines Planortes mit eher städtischem Gesicht.

## Politik
- Linke: 3
- SPD: 4
- PBR: 2
- CDU: 5

### Gemeinderat
Der Rat der Gemeinde Sollstedt hat seit der Kommunalwahl am 26. Mai 2024 14 Mitglieder, die sich entsprechend der erzielten Stimmenanteile auf die einzelnen Parteien und Wählergruppen wie in nebenstehendem Diagramm gezeigt verteilen.
| CDU    | SPD    | Linke  | PBR*   |
| ------ | ------ | ------ | ------ |
| 35,8 % | 29,0 % | 20,6 % | 14,6 % |

* Parteiunabhängige Bürgerinitiative Rehungen

### Wappen
Blasonierung: „Gespalten von Blau und Gold; vorn eine goldene bewurzelte Linde, an deren Stamm der Schild der Grafen von Hohenstein (von Rot und Silber in 4 Reihen zu je 3 Plätzen geschacht) befestigt ist, hinten ein schwarzer rotbewehrter Bär mit rotem Halsband.“
Die Linde steht im bisher geführten Gemeindesiegel. Als Hinweis auf die alte Territorialzugehörigkeit des Ortes wurde der Hohensteiner Schild hinzugefügt. Der Bär deutet darauf hin, dass die Sollstedter in der Nachbarschaft Bärenfänger genannt werden.
Das Wappen wurde von dem Magdeburger Staatsarchivrat Otto Korn gestaltet und wurde am 3. Dezember 1937 durch den Oberpräsidenten der Provinz Sachsen verliehen.

## Wirtschaft und Infrastruktur

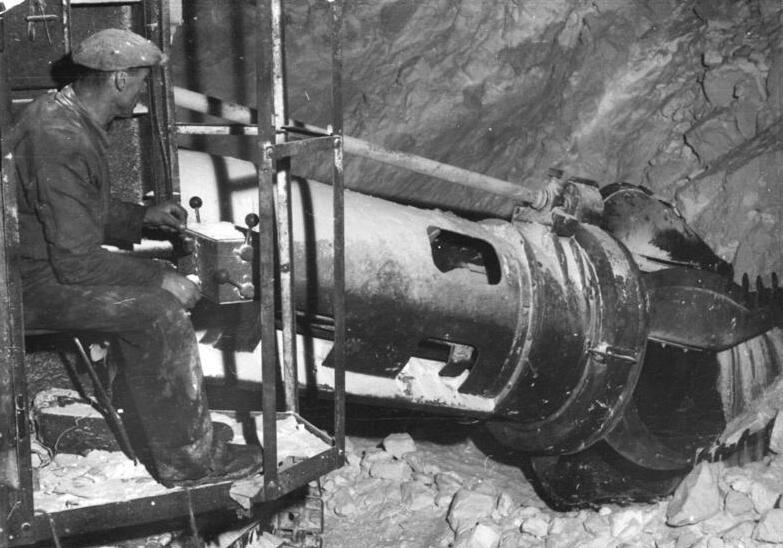
Mechanisierter Kaliabbau mittels Kugelschaufler, 1952

### Industrie und Handwerk
Nach der Einstellung der Kaliförderung und -produktion und somit der Entlassung von 2500 Arbeitern im Jahre 1990 entstand kaum eine vergleichbare Industrie.
Heute wird der Schacht Sollstedt für den Entsorgungsbergbau genutzt.
Des Weiteren sind im Ort holz-, metall-, kunststoff- und natursteinverarbeitende Industrie sowie Elektronikindustrie ansässig.

### Verkehr
Sollstedt liegt an der Bahnstrecke Halle–Hann. Münden. Zweistündlich hält je eine Regionalbahn Richtung Nordhausen und eine Richtung Heilbad Heiligenstadt sowie ebenfalls zweistündlich der RE 8 nach Halle (Saale) Hbf bzw. nach Leinefelde. Daraus ergibt sich eine stündliche Bedienung Sollstedts in beide Richtungen.
Der Ort wird von der Landesstraße 3080 (bis 31. Dezember 2010 Bundesstraße 80) in Ost-West-Richtung durchquert. Nördlich wird er von der Bundesautobahn 38, der so genannten Südharzautobahn tangiert.

### Bildung
- Kindertagesstätte „Wipperbären“ Sollstedt
- Staatliche Grundschule „Am Lohholz“ Sollstedt
- Freie Schule „Am Park“ Förderschule Wülfingerode

### Freizeit und Tourismus
Sollstedt ist für Touristen vor allem als Ausgangspunkt für Wanderungen interessant. Es besteht in Kombination mit Bus und Bahn eine gute Anbindung an über 100 km Wanderwege vor allem in die umliegenden Gebirge. Mit dem Barbarossaweg führt auch ein Fernwanderweg durch das südliche Gemeindegebiet.
Außerdem hat der Ort eine Schwimmhalle mit Sauna und eine Kegelbahn sowie zwei Sportplätze.

## Kirchen
- Evangelische Kirche St. Petri Sollstedt
- Evangelische St.-Elisabeth-Kirche Wülfingerode
- Evangelische Kirche Rehungen

Zum Kirchspiel Sollstedt gehört ebenfalls die evangelische Kirche St. Gertrud in Gerterode (Landkreis Eichsfeld).

## Parks und Plätze
- Park Wülfingerode
- Gutswiese mit Heimatstube
- Lohwiese Wülfingerode
- Naherholungsgebiet Friedetal mit Waldteich

## Gemeindepartnerschaft
Eine Partnerschaft besteht mit der Gemeinde Heidenrod in Hessen.

## Persönlichkeiten
- Ulrich Haberland (1900–1961), deutscher Chemiker und Industrie-Manager
- Hans von Bodenhausen (1606–1684), königlich-dänischer Obristwachtmeister, gräflich hohnsteinscher Gesandter; liegt seit 1684 im vergoldeten Prunksarg in der Dorfkirche von Wülfingerode bestattet.[19]

## Kultur und Sehenswürdigkeiten
- Ein Fundstück von hohem kulturhistorischen Wert stellt der in der Familiengruft von Wülfingerode ausgestellte Goldene Sarg dar.
- Der Ortsteil Rehungen wird von einer 1776 errichteten Fachwerkkirche geprägt.
- Direkt gegenüber der Rehunger Fachwerkkirche befindet sich das Gutshaus des Ortes, in dem ein umfangreiches Heimatmuseum untergebracht ist.
- Auf dem südlich der Ortslage Rehungen befindlichen Schönberg befinden sich die Reste einer kleinen Burganlage, die nach Bodenfunden in das 13. Jahrhundert datiert wird. Die dreieckige Grundfläche wird auf zwei Seiten durch Steilhänge geschützt und im Süden durch einen zwei Meter hohen Wall und Burggraben vom Vorgelände abgeschirmt.[20]
- Der Komturhof Utterode ist ein denkmalgeschützter Vierseithof etwa zwei Kilometer südlich von Sollstedt, dort befindet sich auch eine prächtige Linde, ihr Alter wird auf etwa 550 Jahre geschätzt.[21]
- Der alte Ortskern von Sollstedt wird von Fachwerkhäusern des 17. bis 19. Jahrhunderts geprägt; davon sind mehrere denkmalgeschützt.
- Eine natürliche Sehenswürdigkeit stellt der sogenannte Pferdestall dar. Dabei handelt es sich um eine etwa 20 Meter lange und 10 Meter tiefe Felsspalte in unmittelbarer Nähe des Kattsteingipfels. Der Sage nach soll dort ein Räuber mit Namen Immernüchtern gehaust haben. Die Kluft ist zwar frei zugänglich, aber das Betreten ist nicht ungefährlich und sollte nicht allein sowie nur mit Sicherung durchgeführt werden!
- Eine weitere natürliche Sehenswürdigkeit ist das sogenannte Matzloch. Dabei handelt es sich um einen Erdfall, der sich am südwestlichen Bergfuße des Egelskopfes befindet. Der Trichter ist etwa 10 Meter tief und 30 Meter breit. Nach der Schneeschmelze stürzt ein Bach den Trichter hinab und verschwindet in einem etwa 30 cm breiten Loch am Grunde. Der Sage nach habe ein Hirtenmädchen hier die 1416 gegossene Glocke Osanna aus der Wülfingeröder Kirche gefunden. Zuvor sei es die Glocke des nahen Ortes Rödichen gewesen, der heute nicht mehr existiert.